# Paul Tornow

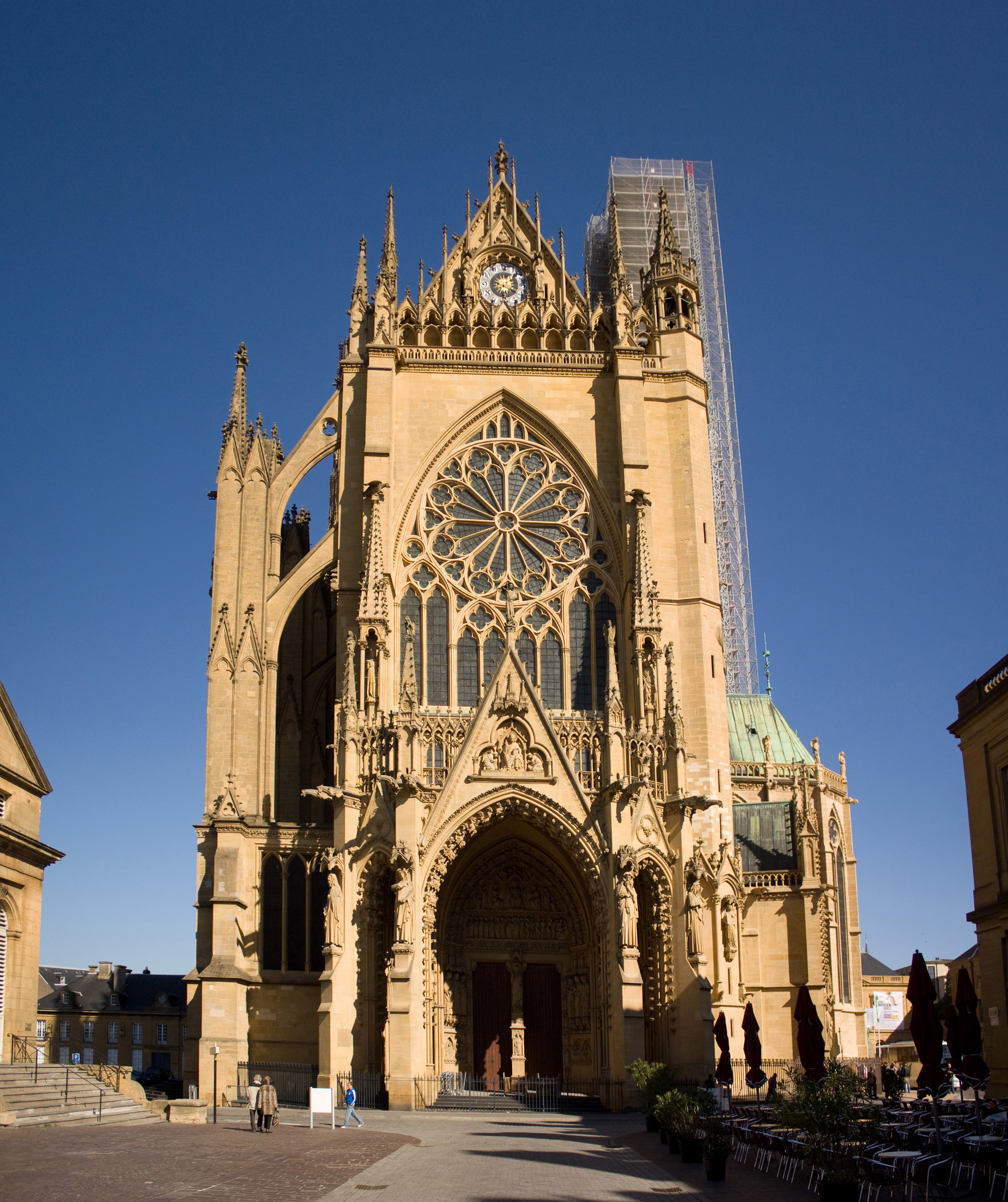
Metz, Hauptfassade des Doms, neogotisches Portal (Hauptwerk Paul Tornows)

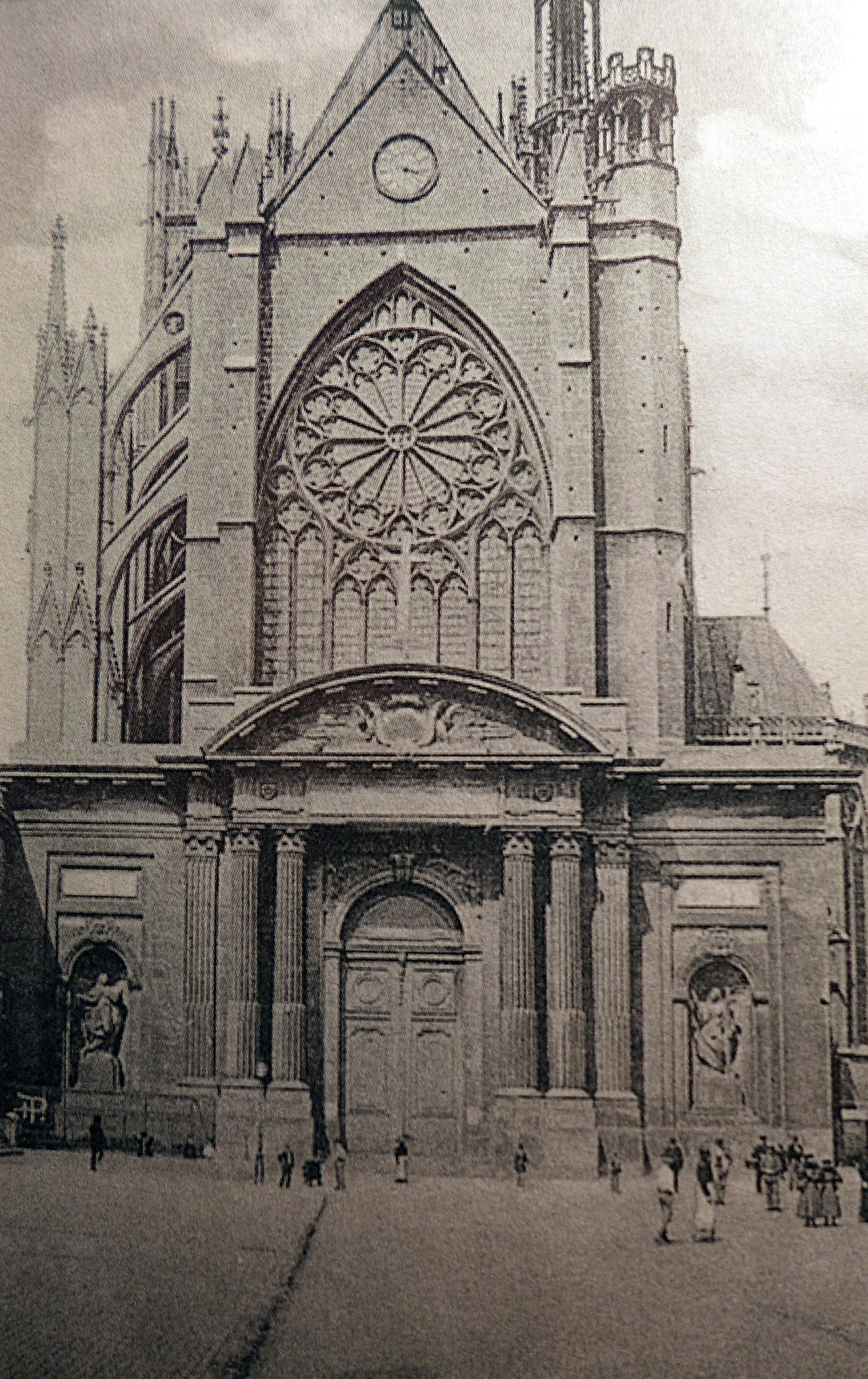
Klassizistisches Portal von Blondel vor der vollständigen Umgestaltung durch Tornow (Metzer Dombaublatt 7, Tafel IV)

Otto Karl Paul Tornow (* 14. Juni 1848 in Zielenzig (Neumark), Preußen; † 6. Juni 1921 in Metz) war ein deutscher Architekt, Baubeamter und Denkmalpfleger, der vor allem als Dombaumeister in Metz wirkte.

## Leben und Werk
Paul Tornow absolvierte während der Sommermonate der Jahre 1864 und 1865 eine Zimmermannslehre in Brandenburg an der Havel. Durch einen Arbeitsunfall verlor er die rechte Hand, was ihn zur Aufgabe der Ausbildung zwang. Trotz seiner Behinderung war Tornow ein talentierter Zeichner. Während der Wintermonate ließ er sich zeichnerisch bei Kreisbaumeister Ebel in Zielenzig ausbilden. Er studierte von 1866 bis 1867 an der Berliner Bauakademie. Ohne sein Studium zu beenden, trat er im Jahr 1867 eine Stelle in der Kölner Dombauverwaltung an. Aufgrund seiner Fähigkeiten wurde Tornow durch den kirchlichen Kunsthistoriker Franz Bock mit der zeichnerischen Dokumentation rheinischer Denkmäler des Mittelalters im Rahmen des Werks Rheinlands Baudenkmäler des Mittelalters beauftragt. Danach unternahm er Studienreisen nach Belgien und in die Niederlande. Seit dem Jahr 1870 war er im Büro des Londoner Architekten George Edmund Street (1824–1881) beschäftigt. Hierbei arbeitete er an der Restaurierung des Münsters von York sowie der Christ Church Cathedral in Dublin mit. Beim Bau des Royal Courts of Justice (1873–1882) war er an der Ausarbeitung der Baupläne beteiligt. Im August 1871 kehrte Tornow nach Deutschland zurück und arbeitete bis zum Jahr 1874 bei der Restaurierung des Mindener Doms. In Bad Oeynhausen war er mit der Leitung der Neubauten der evangelischen Auferstehungskirche (1872–1879, 1947 abgebrannt und durch Neubau ersetzt) und der katholischen Kirche St. Peter und Paul (1871–1874, nach Entwurf von Friedrich August Stüler) betraut.
Im Jahr 1874 ernannte die Landesregierung des Reichslandes Elsass-Lothringen Paul Tornow zum Bezirksbauinspektor des lothringischen Landesteils. Da sich der Metzer Dom in Staatsbesitz befand, war damit auch das Amt des Dombaumeisters des Bistums Metz verbunden. Zusätzlich wurde Tornow im Jahr 1892 erster Konservator der Denkmäler im Bezirk Lothringen. Beide Ämter übte er bis zum Jahr 1906 aus. Hinsichtlich der Kathedrale von Metz errichtete Tornow nach dem Dachstuhlbrand im Mai 1877 einen neuen, steileren Dachstuhl, versah die Querschiffe mit hohen Dreiecksgiebeln (1877–1886), stellte das Liebfrauenportal wieder her und ließ die Umbauungen des Doms aus dem 18. Jahrhundert abbrechen (1879–1885). In den Jahren von 1897 bis 1903 ersetzte er den klassizistischen Portikus von Jacques-François Blondel durch ein neogotisches Westportal mit überreichem Skulpturenschmuck.
Bereits im Jahr 1887 hatte Paul Tornow das Amt des Bezirksbaumeisters aufgrund starker beruflicher Überlastung aufgegeben. Als lothringischer Denkmalpfleger leitete er die Restaurierung der Kirchen von Mörchingen (ab 1888), Fèves (1888), Obergailbach (1902), Bévoye, Lorry-Mardigny sowie die der Wehrkirche von Chazelles. Im Auftrag des deutschen Kaisers Wilhelm II. errichtete Tornow in den Jahren von 1893 bis 1895 die sogenannte „Kaiserkirche“ von Courcelles-Chaussy. Unter starker Beeinflussung durch Wilhelm II. baute Tornow in Zusammenarbeit mit dem Metzer Architekten H. Albrecht und dem Regierungs- und Baurat Blumhardt in Gravelotte die Gedenkhalle für die Schlacht bei Gravelotte.

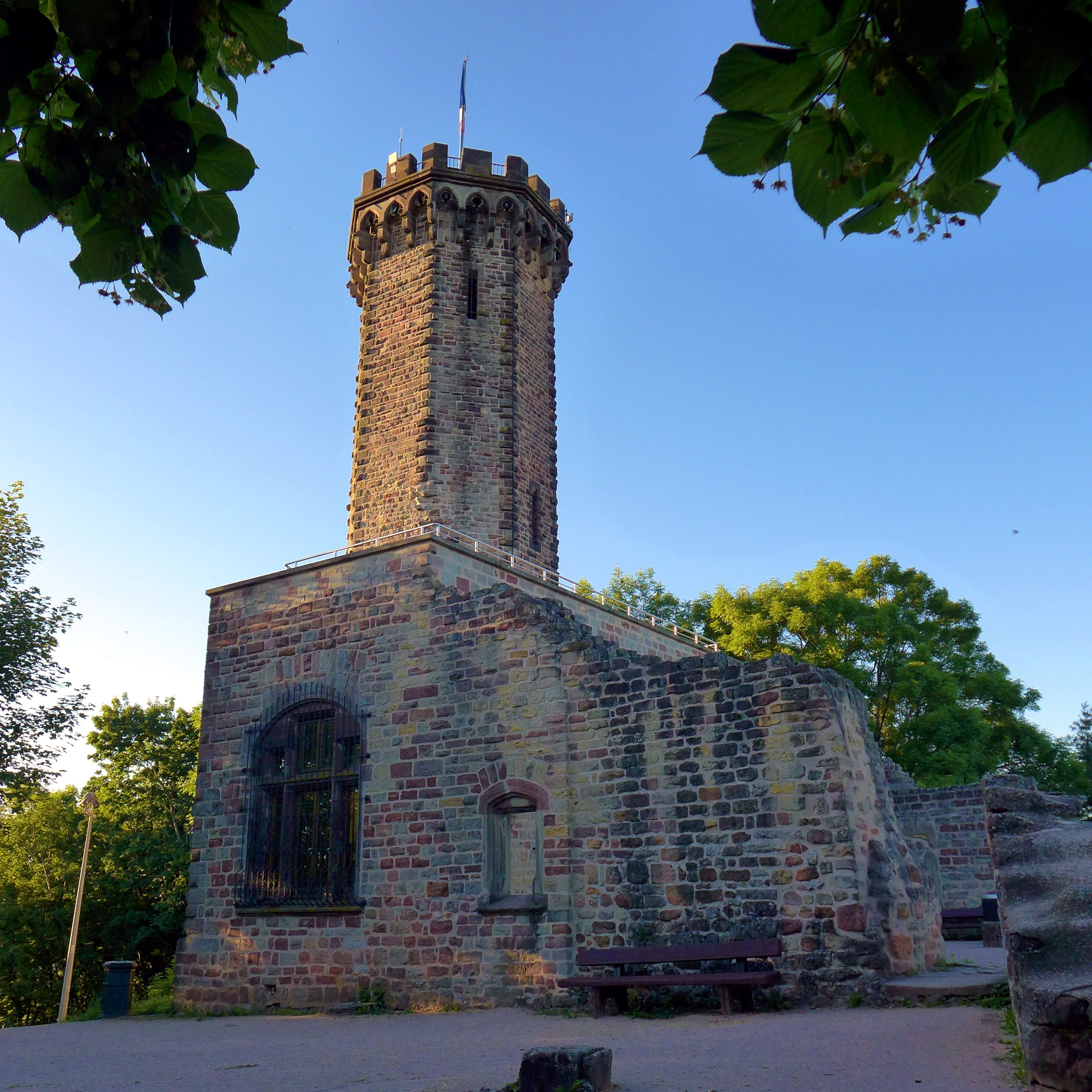
Forbach, Turm „Saareck“ auf dem Schlossberg, 328 m Höhe über dem Meeresspiegel; Die ursprüngliche Burg vom Ende des 12. bzw. Anfang des 13. Jahrhunderts wurde während des Dreißigjährigen Kriegs auf Befehl Ludwigs XIII. im Jahr 1634 zerstört. Der aktuelle oktogonale Turm wurde auf den Grundmauern des runden, mittelalterlichen Saareck-Turms von 1437 durch Paul Tornow im Jahr 1891 errichtet.

Die Ruinen der mittelalterlichen Burganlage auf dem Forbacher Kappelberg bzw. Schlossberg, die im Jahr 1886 durch den Forbacher Unternehmer Gustav Jacob Adt zur privaten Nutzung gekauft worden waren, wurden ab dem Jahr 1891 durch Tornow neu gestaltet. Dabei setzte Tornow auf die runden Grundmauern des früheren Burgturms einen neogotischen achteckigen Aussichtsturm und errichtete daneben einen neogotischen Festsaal. Die Anlage erhielt den Namen „Saareck“. Etwa zweihundert Meter unterhalb der Anlage ließ Gustav Jakob Adt in den Jahren von 1901 bis 1906 den sogenannten „Burghof“ als landwirtschaftlichen Gutshof ebenfalls im mittelalterlich-historisierenden Stil erbauen. In Zusammenarbeit mit seinem Assistenten Wilhelm Schmitz leitete Tornow ab dem Jahr 1892 die Restaurierung des Deutschen Tors in Metz. Dabei wurden auch die Zinnenkränze der Torburg wiederhergestellt. In den Jahren 1880/1881 restaurierte Tornow die Burg Eltz und fertigte diesbezügliche Baubefund-Aufnahmen.
Im Auftrag des Straßburger Ministeriums fertigte Tornow in Zusammenarbeit mit dem Architekten Karl Winkler (1834–1908) im Jahr 1886 ein Gutachten zur Restaurierung des Münsters von Thann im Elsass. Nach seinen Plänen wurde in den Jahren 1886 bis 1889 in Metz das evangelische Mathildenstift (seit 1919 L’Hôpital des Remparts de Belle-Isle, seit 1923 Hopital Belle-Isle) im neogotischen Stil errichtet. Ebenso erstellte er Gutachten für die von Conrad Wahn errichtete Evangelische Stadtkirche in Metz sowie für die von Kommunalbaumeister Keil errichtete neoromanische Kirche in Sorbey an der Französischen Nied. Darüber hinaus amtierte er als Mitglied des Preisgerichts im Architektenwettbewerb für das Amts- und Landgerichts in Straßburg, das schließlich nach dem Entwurf des Architekten Skjøld Neckelmann errichtet wurde, sowie im Wettbewerb für den Metzer Hauptbahnhof, der nach dem preisgekrönten Entwurf des Architekten Jürgen Kröger im neoromanischen Stil ausgeführt wurde.
Auf dem ersten „Tag für Denkmalpflege“ in Dresden im September 1900 referierte Tornow am 25. September zum Thema Die Grundsätze über die Wiederherstellung von Baudenkmälern, die er in 16 Thesen formuliert hatte und die den Teilnehmern gedruckt vorlagen. Diese Grundsätze basierten auf den Erfahrungen, die er bei der Restaurierung des Metzer Doms gemacht hatte. Darüber entspann sich eine kontroverse Debatte mit dem Kunsthistoriker Cornelius Gurlitt und den weiteren Teilnehmern.
Zu einem Eklat um seine Person kam es im Jahr 1906. Angeblich hatte Tornow Gelder unterschlagen, seine Amtsgeschäfte vernachlässigt und privat einen beträchtlichen Schuldenberg angehäuft. Infolgedessen wurde er seines Amtes enthoben. Hintergrund der Angelegenheit war – so zumindest die Aussage seines Mitarbeiters Louis Auguste Dujardin – ein Streit Tornows mit dem deutschen Kaiser. Tornow verlor danach sämtliche Ämter. Die Akquirierung von Aufträgen im Baubereich gelangen ihm trotz seiner erheblichen Lebensleistung, die auch von französischer Seite Würdigung erfuhr, bis zu seinem Tode im Jahr 1921 nicht mehr. Er ließ sich nach seiner „Abberufung“ im Jahr 1906 in Scy-Chazelles in Sichtweite der von ihm restaurierten Wehrkirche nieder. Trotz der Amtsenthebung blieb er Mitglied der Preußischen Akademie des Bauwesens, seine Wiederwahl im Jahr 1908 wurde von Wilhelm II. bestätigt.
Im Rahmen der Ausweisung der Reichsdeutschen nach dem für Deutschland verlorenen Ersten Weltkrieg aus dem ehemaligen Reichsland Elsass-Lothringen ins Deutsche Reich plante Tornow einen Umzug nach Untermarchtal in Oberschwaben. Kurz vor seiner geplanten Ausreise starb er am 6. Juni 1921 in Chazelles bei Metz. Er starb 73-jährig und fand seine letzte Ruhestätte neben seiner Ehefrau, die bereits am 9. September 1916 achtundsechzigjährig verstorben war. Das Grab befindet sich auf dem Friedhof der Gemeinde Scy-Chazelles.
Tornows Nachfolger als Denkmalpfleger waren von 1906 bis 1909 Georg Wolfram und von 1909 bis 1919 Wilhelm Schmitz Schmitz folgte Tornow auch als Dombaumeister in den Jahren von 1906 bis 1919, nachdem er bereits seit 1890 dessen Erster Assistent gewesen war.
Tornow war evangelisch-lutherischer Konfession. Im Jahr 1871 hatte er in London-Whitechapel Anna-Maria Voltmer (* 27. Dezember 1847 in Oberfell an der Mosel; † 9. September 1916) geheiratet, die er in Köln kennengelernt hatte. Im gleichen Jahr kehrte das Paar nach Deutschland zurück.

## Ehrungen
Im Umfeld des Metzer Doms wurde eine Straße nach Paul Tornow benannt.

## Veröffentlichungen
Paul Tornow fertigte 214 Blatt Federzeichnungen (Bauaufnahmen) für folgende Werke an:
- Franz Bock: Das monumentale Rheinland. Autographische Abbildungen der hervorragendsten Baudenkmale des Mittelalters am Rhein und seinen Nebenflüssen und kurzgefaßter Beschreibung. Köln 1869.
- Rheinlands Baudenkmale des Mittelalters. Ein Führer zu den merkwürdigsten mittelalterlichen Bauwerken am Rheine und seinen Nebenflüssen. Köln 1868–1872.

Paul Tornow veröffentlichte selbständig:
- Denkschriften-Serie betreffend die Kathedrale zu Metz und deren Restaurierung, Metz 1882 ff.
- Das neue Liebfrauen-Portal der Kathedrale zu Metz. Kurze Beschreibung des figürlichen Schmuckes und Notizen zur Geschichte des Portals. Metz 1885 / 1903.
- Grundregeln und Grundsätze beim Wiederherstellen von Baudenkmälern In: Die Denkmalpflege, 2. Jahrgang 1900, S. 113–116 und S. 122–124.
- Grundregeln und Grundsätze beim Restaurieren (Herstellen) von Baudenkmälern. Metz 1902.

Ab 1886 war Paul Tornow der Herausgeber des Metzer Dombau-Blattes.